# Landiolol
Landiolol ist ein Arzneistoff aus der Gruppe der β1-Blocker, der verwendet wird zur akuten Behandlung eines zu schnellen (Tachykardie) oder unregelmäßigen (Arrhythmie) Herzschlags während oder nach einer Operation, oder in anderen Situationen, in denen eine Kontrolle des Herzschlags nötig ist.

## Pharmakologie
Landiolol ist ultra-kurz und höchst kardioselektiv wirksam; es wird intravenös verabreicht und ist in der Wirkung leicht steuerbar. Die Kardioselektivität ist 7- bis 8-mal höher als die des ähnlichen Wirkstoffs Esmolol.
Die Plasmahalbwertszeit von Landiolol beträgt etwa 4 Minuten, der Wirkeintritt erfolgt innerhalb von 1 Minute, also rascher noch als mit Esmolol. Landiolol wird rasch hydrolisiert, einerseits durch die Carboxylesterase in der Leber, andererseits durch die Pseudocholinesterase im Plasma. Nach Hydrolyse der Estergruppe wird die Seitenkette der inaktivierten Carbonsäure durch beta-Oxidation zum Benzoesäurederivat verkürzt. Die Abgespaltene Ketalstruktur wird zu Aceton und Glycerol gespalten. 99 % der Dosis wird innerhalb von 24 Stunden im Harn eliminiert, vorwiegend als inaktive Metabolite.
Tabellarischer Vergleich i.v. verabreichter β-Blocker:
| Name       | Max. Halbwertszeit (min) | Kardioselektivität (β1/β2) | Metabolisierung      |
| ---------- | ------------------------ | -------------------------- | -------------------- |
| Landiolol  | 4                        | 250                        | Pseudocholinesterase |
| Esmolol    | 9                        | 30                         | Ery-Esterase         |
| Metoprolol | 420                      | 3                          | CYP2D6 (Leber)       |

Die empfohlene Dosierung liegt bei 1–40 µg/kg/min bis maximal 80 µg/kg/min, eine 1-minütige Bolusdosierung von 100 µg/kg ist möglich. Aus der klinischen Praxis zeigt sich vor allem bei kardiochirurgischen Patienten auch eine durchschnittlich niedrigere Dosierung unter 10 µg/kg/min als sinnvoll.
Die Dosis-Wirkungsbeziehung von Landiolol im therapeutischen Dosisbereich ist linear.

## Anwendungsgebiete
Landiolol ist seit 2013 in Japan und seit 2016 in einigen europäischen Ländern für die Behandlung von intra- und postoperativen Tachyarrhythmien (supraventrikuläre Tachykardie, Vorhofflimmern, Vorhofflattern, nicht-kompensatorische Sinustachykardie) zugelassen. In der klinischen Praxis erweist sich Landiolol auch als wirksam zur Prävention von postoperativen Tachyarrhythmien, wie Vorhofflimmern nach koronararteriellen Bypass-Operationen.
Bei Patienten mit eingeschränkter linksventrikulärer Funktion (LVEF < 40 %, CI < 2,5 l/min/m², NYHA-Klasse 3-4) z. B. nach Herzoperationen, bei Ischämie oder in septischen Zuständen, wurden zur Kontrolle der Herzfrequenz niedrigere Dosen von Landiolol zur Behandlung verwendet.
Die Anwendung in Akutsituationen zur Therapie von tachykarden Herzrhythmusstörungen ist sowohl in der Perfusor-, als auch in der Bolus-Dosierung möglich. Hier zeichnet sich das Präparat durch seine geringen hämodynamischen Nebenwirkungen aus und zeigt neben einer adäquaten Frequenzkontrolle auch rhythmuskontrollierende Eigenschaften.

## Gewinnung und Darstellung
Landiolol kann durch Reaktion von (S)-(2,2-Dimethyl-1,3-dioxolan-4-yl)methyl-3-(4-hydroxyphenyl)propanoat mit Epichlorhydrin und 2-(Morpholin-4-carboxamido)ethanamin gewonnen werden.

## Fertigarzneimittel
Onoact (J), Rapibloc (D, A, HR), Rapiblyk (USA)